# 高甘霖
高甘霖（英語：Glen Daniel Graber，1920年7月30日—2009年11月7日），門諾會牧師，長期投入臺灣與印尼兒童照顧，並於臺灣的育幼院首創家庭式的教養制度。

## 生平
高甘霖為1920年7月30日生，生於美國愛荷華州，自布拉夫頓學院畢業後就加入門諾會互助策進社。
1946年，高甘霖到河南省開封，不久國共內戰，在開封兩年以後，他輾轉由山東、南京經衡陽、長沙，至廣東，抵達香港，1949年10月返回美國。
高甘霖在故鄉只逗留三個月，就於1950年1月以基督教門諾會代表的身份來台灣設診所。當年夏天，基督教兒童福利基金會總會董事包霖來臺灣，與孫雅各孫理蓮夫妻、高甘霖合作，在臺灣提供兒童福利服務。由高甘霖接受此一重任，同年8月15日成立光音育幼院。

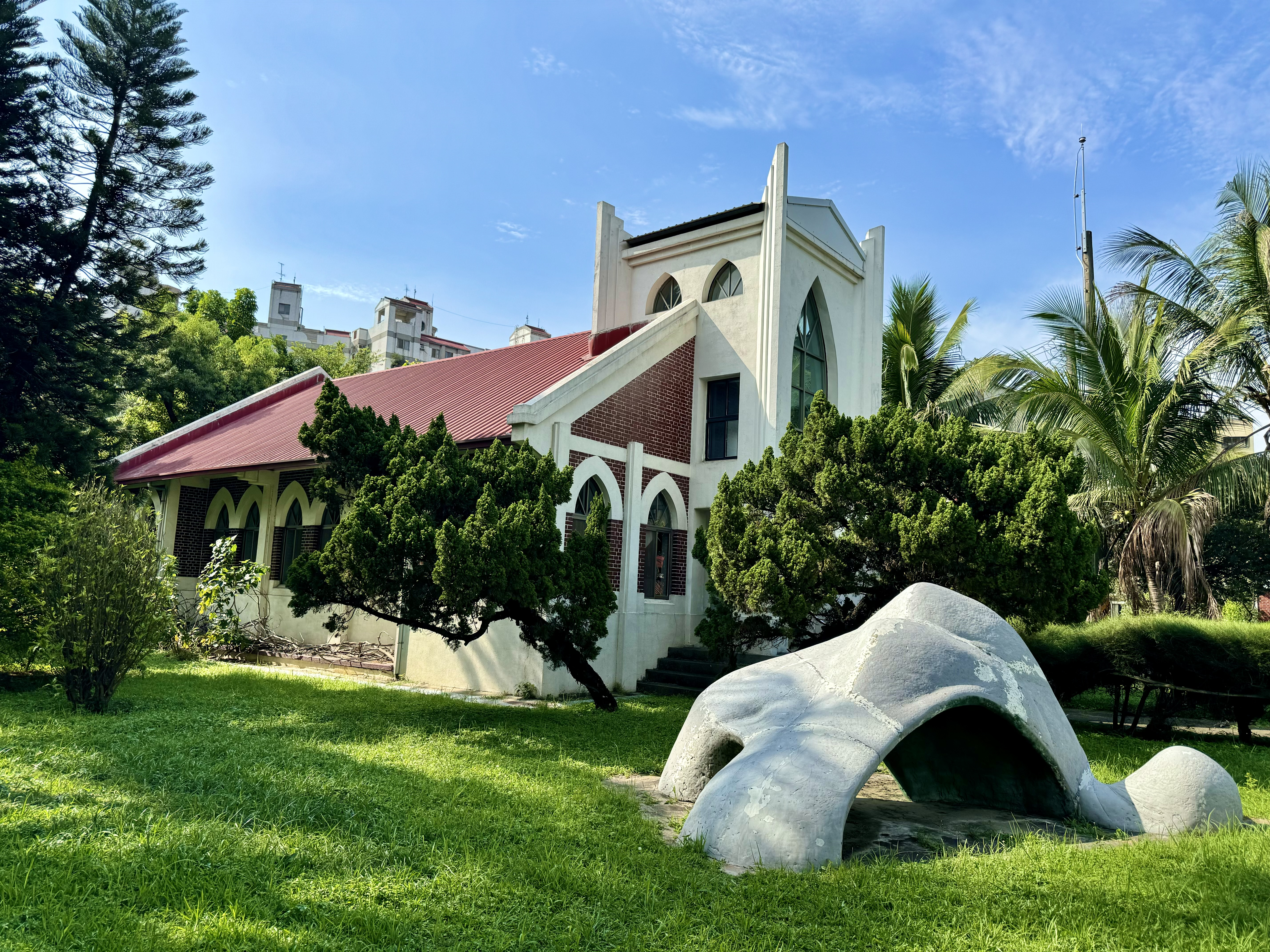
光音育幼院

光音育幼院當時開在台中市中區光音里福音巷5號，收容三至十八歲的孤兒。初創時貧困人家不肯把孩子送來，高甘霖只好自己把一些露宿街頭或車站的孤兒拉到作院童，並在臺灣首創家庭式的教養制度，把十二個院童編成一家一起生活，使孩童仍然能像在正常家庭裡成長，這種制度為臺灣各公私育幼院爭相模仿。1951年報導時，光音育幼院已收容三十一名。該年他結婚，對象是於花蓮縣門諾會診所擔任護士的高純美（June Straite）。1954年，他與呂春長牧師在台中開設林森路教會，到1961年間又陸續開設西屯、大雅、南屯及台北大同等教會。
接著高甘霖創辦了光音育嬰所，專門收養棄嬰，就由妻子主持，長達二十一年。為讓院童孩子有鮮奶喝，他買了十四頭牛，由教會租地種牧草飼養。
高甘霖也與謝緯等人一起於門諾會山地醫療團服務。1953年9月，高甘霖在招待剛來臺灣的薄柔纜幾天後，於臺東縣往屏東縣路上因腹痛病倒，隔天才用飛機將送回臺北就醫。
1961年12月8日，高甘霖得知外省女子許英在1953年創立的大同育幼院因經營困難已負債新台幣五十餘萬元，便派光音育幼院院長劉人傑補助三萬三千餘元。翌年，兒童福利基金會接辦此育幼院。
1964年7月，基督教兒童福利基金會台灣分會成立，由郭頂順擔任董事長，高甘霖為會長，同年也在臺灣各地陸續成立家庭扶助中心，逐漸建立社工員制度。高甘霖在該基金會期間，招募大專畢業生，培植專業社工員，再派往各地的家扶中心任職。如以台灣分會董事長的身分，派僅二十四歲的陳淑靜掌管光明盲童育幼院。該會福利部主任黃正雄回憶，高牧師只要聽說那個青年有心唸大學，經濟又不許可，必定暗中濟助他，例如臺灣第一位女盲人碩士柯燕姬。
1969年2月11日，內政部在台北公會堂表揚四位從事社會慈善事業人士，分別為孫理蓮、高甘霖、呂錦花、胡石清，由徐慶鐘部長主持典禮。
高甘霖與高純美生的四名孩子都在臺灣出生。1972年春，高甘霖奉派到印尼勘察，發現印尼兒童更需要援手，所以決定轉至印尼服務，1973年5月27日，在中和鄉的大同育幼院舉行臨行歡送會。
1995年7月24日，中華民國總統李登輝召見高甘霖、梁許春菊、許雨秋金、薇薇夫人，表揚他們對於臺灣兒童福利的貢獻。
2009年11月7日，高甘霖在美國辭世。